# Эйтан, Рафаэль
Рафаэль «Рафуль» Эйтан (11 января 1929 — 23 ноября 2004) — израильский политический и военный деятель. Генерал, 11-й Начальник Генштаба Армии обороны Израиля, депутат Кнессета 11-14 созывов и министр правительства Израиля.

## Ранние годы
Родился 11 января 1929 года в посёлке Тель-Адашим в пяти километрах от Афулы на территории подмандатной Палестины, пятым ребёнком в семье Элиягу и Мириам Каминских, приехавших из России в 1904 году. Про Мириам Каминскую (урождённую Орлову) часто писали, что она родилась в семье субботников, но известный журналист Нахум Барнеа оубликовал в 2011 году в ведущей израильской газете Едиот Аронот результаты генеалогических исследований, показавших, что Эйтан был евреем с обеих сторон. Элиягу Каминский был одним из основателей «Ха-Шомер», первой организации еврейской самообороны в Палестине; в 1914 году был приговорён турецкими властями к смертной казни, но бежал. Во время Первой мировой войны был разведчиком в австралийской дивизии, воевавшей против турок, и вернулся лишь в 1917 году с войсками английского генерала Алленби.

## Карьера в армии
В 1944 году в возрасте 15 лет Рафуль вступает в Пальмах (особые отряды подпольной военной организации Хагана). Начало Войны за независимость он встретил уже сержантом в бригаде Харель, где служил в 4-м, а затем и в 10-м батальоне. Участвует в операции «Шмуэль» в районе Латруна, а затем в операции «Иевуси» в Иерусалиме, во время которой получает тяжёлое осколочное ранение в голову.
В 1949 году война закончилась, Эйтан демобилизовался и вернулся в Тель-Адашим. Занимался сельхозработами, трудился в столярной мастерской.
Летом 1951 года Рафуль возвращается в ЦАХАЛ. По окончании офицерских курсов получает назначение в бригаду парашютистов, которой командует подполковник Ариэль Шарон. Рафуля назначили командиром роты парашютистов резерва при 890-м парашютно-десантном батальоне.
Через год он окончил курсы батальонных командиров.
В конце 1955 года был тяжело ранен в живот в ходе операции «Кинерет» на Голанских высотах. В строй вернулся через два месяца, получил звание майора и возглавил десантный батальон, сменив на этом посту Ариэля Шарона.

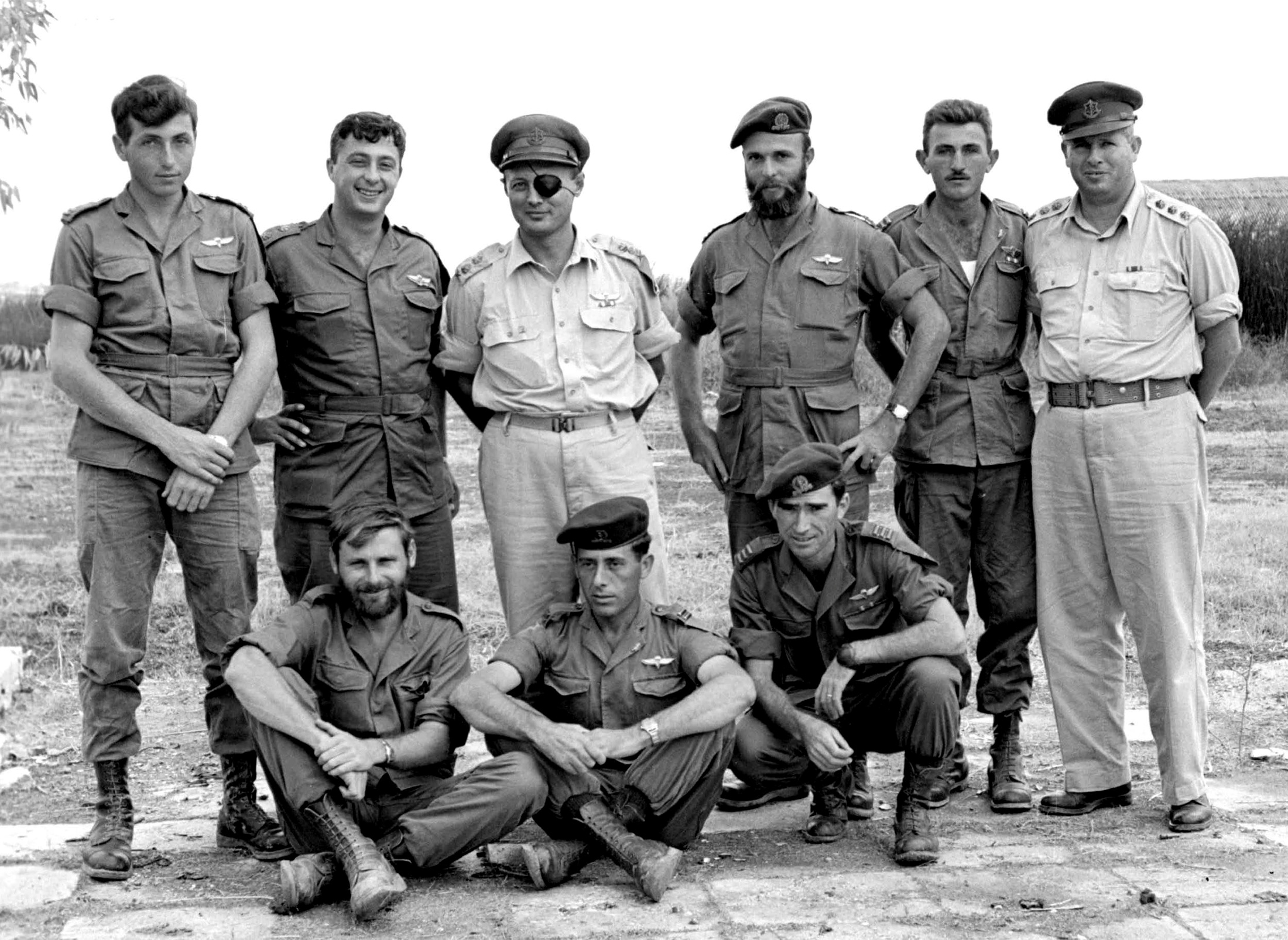
Офицеры 890 батальона в октябре 1955 года.
Стоят слева направо: Меир Хар-Цион, Ариэль Шарон, Моше Даян, Дани Мат, Моше Эфрон, Асаф Симхони. Сидят слева направо: Аарон Давиди, Яаков Яаков, Рафаэль Эйтан

29 октября с десанта сил 202-й бригады началась Синайская кампания 1956 года (Операция «Кадеш»).
Парашютисты 890-го батальона под командованием Рафаэля Эйтана прыгали с 16 «Дакот» в 70 км от Суэцкого канала.
Накануне Рафуль инструктировал своих солдат таким образом:

Нам предстоит совершить первую парашютно-десантную операцию в истории еврейской армии.
Высадка будет при дневном свете, и наша задача — подготовиться к взятию под контроль некоторой дороги в определённом месте.
Дневного света у нас будет примерно полчаса.
Каждый прыгнувший, и у кого раскрылся парашют, должен посмотреть вниз и увидеть перекрёсток дорог, где всем и надо собраться.
Кто приземлился — снимает парашют и с оружием движется по направлению к горам.
Другой ориентир: в то время будет закат, — всем идти по направлению заката, то есть на запад.
Но главное — с оружием в руках.
После перехода мы займём свои позиции.
За ночь каждому необходимо окопаться.
С рассветом нас начнут обстреливать снайперы и бомбить самолёты, кто не окопается — тому конец.
Всё, что с нами прилетело — это всё, что у нас будет.
Каждый глоток воды будет невосполним.
Колодцев там нет.
Там есть лишь пустыня.
Завтра мы впервые прыгнем в войну, а не в учения на дюнах.
Дисциплина, желание и терпение — и мы выполним задание без проблем.

Парашютисты заняли плацдарм около перевала Митла, перерезали коммуникационные линии противника и удерживали его, неся тяжёлые потери, 24 часа до подхода основных сил под командованием Ариэля Шарона. Очистив перевал, бригада броском на джипах и бронетранспортерах вышла к Суэцкому заливу.
Это была единственная за всю историю ЦАХАЛа боевая операция по высадке парашютного десанта. Она стала легендой, на которой было воспитано не одно поколение израильских десантников.
В 1958 году Эйтан прошел годичный курс командиров. А в 1960 году, в звании подполковника, его направили в США в училище командиров и штабистов корпуса морской пехоты США.
Эйтан усовершенствовал военное образование и в Высшем военном колледже Армии обороны Израиля.
По возвращении с учёбы в мае 1964 года Рафуль был назначен командиром бригады десантников. В этой должности он встретил Шестидневную войну. На четвёртый её день, когда бригада Эйтана вышла к Суэцкому каналу в районе Эль-Кантра, пуля снайпера ранила его в голову.
После длительного лечения Рафуль вернулся в строй и стал командиром бригады ЦАХАЛ в Иорданской долине. В то время палестинские террористы часто проникали в Израиль через эту долину. Это была очень ответственная и тяжелая работа, связанная с бессонными ночами, с нервным и физическим напряжением. По признанию Эйтана, это был один из самых трудных периодов в его военной биографии.
Заслуги Рафуля на этом посту получили должное вознаграждение, когда в июле 1968 года он был назначен на должность главного офицера десантных войск (один из ключевых постов в Армии обороны Израиля). В этой должности он руководил «операциями возмездия» на границе с Египтом (Суэцкий канал), укреплением мощи десантных и пехотных войск. На этом посту Эйтан активно занимался планированием и проведением операций израильских войск во время так называемой Войны на истощение. Под руководством Эйтана была осуществлена операция «Дар» - рейд на аэропорт Бейрута (Ливан) вечером 28 декабря 1968 года, проведённый в ответ на террористические акты палестинцев против израильских самолётов.
В 1969 году Рафуля перебросили в Ирак помогать курдским повстанцам в их борьбе за независимость. Израиль много лет помогал курдским повстанцам в борьбе за независимость в Ираке. Их снабжали оружием, направляли инструкторов, которые почти все были десантниками. Эйтану не раз приходилось выезжать туда, чтобы на месте изучить условия боевых действий в этом необычном районе.
В середине 1972 года Эйтан был назначен командиром кадрированной бронетанковой дивизии «Гааш» Северного военного округа. Одновременно он продолжал учёбу на факультете политических наук в Хайфском университете.
Война Судного дня, начавшаяся 6 октября 1973 года, застала Рафуля на посту командующего дивизией «Гааш» на Голанских высотах.
Решающее наступление сирийцы развернули на третий день войны, когда ввели в бой все свои танковые резервы. Фактически вся сирийская армия была брошена в сражение за Голанские высоты. Эйтан сыграл серьёзную роль в отражении натиска сирийцев, бросивших в бой намного превосходящие силы. Несмотря на количественное и качественное превосходство сирийцев в технике, десантники Рафуля закончили войну на подступах к Дамаску.
По окончании боевых действий Эйтан был назначен командующим Северным округом.
В 1978 году Рафаэлю Эйтану присваивается звание генерал-лейтенанта и он принимает пост начальника генерального штаба Армии Обороны Израиля. Его назначение было для многих неожиданностью, но глава оппозиции Шимон Перес одобрил выбор министра обороны Эзера Вейцмана.
Эйтан прослужил начальником генерального штаба под руководством четырёх сменявших друг друга министров обороны — Эзера Вейцмана, Менахема Бегина, Ариэля Шарона и Моше Аренса.
На этом посту он пережил личную трагедию: его сын Йорам, майор израильских ВВС, погиб во время учений, войдя в штопор на своем «Фантоме». Трагедия произошла на юге страны в 1981 году.
По инициативе Рафаэля Эйтана был начат проект, по которому в армию призывали детей из неблагополучных семей. Армия давала им шанс начать жизнь заново, получить образование (12 лет средней школы), которое они по тем или иным причинам не получили. Тысячи так называемых «детей Рафуля» («наарей Рафуль»), избежав соблазнов преступной среды, стали полноценными гражданами Израиля. Этот проект считается большим успехом и одной из главных заслуг Эйтана на посту главы Генштаба.
Рафуль значительно повысил дисциплину в армии и требования к внешнему виду израильского солдата — незаправленная рубашка и грязные ботинки карались со всей строгостью.
В это время вновь выдвинулась на первый план борьба с палестинским террором, укоренившимся в Ливане. Политическое и военное руководство Израиля приступило к разработке операции «Мир Галилее». План предстоящей операции разработали Эйтан и его оперативный отдел.
Осенью 1982 года ливанские боевики-христиане устроили резню в лагерях палестинских беженцев Сабра и Шатила, уничтожив, по разным данным, от 500 до 800 человек. Тяжелые обвинения были выдвинуты против премьер-министра Менахема Бегина, а ещё более тяжелые — против министра обороны Ариэля Шарона. Допущенные просчеты вызвали раскол в израильском обществе.
Эйтан не был виновен в этой трагедии напрямую, но «Комиссия Кахана», израильская следственная комиссия по расследованию событий, сделала вывод, что он был обязан принять меры и не допустить массового убийства палестинцев.
Комиссия, признав косвенную ответственность Эйтана, рекомендовала воздержаться от дополнительных мер в отношении него в связи с его скорым выходом в отставку. 19 апреля 1983 года Рафаэль Эйтан ушёл в отставку, прослужив в армии 37 лет.

## Карьера в политике
Осенью 1983 года он организовал и возглавил движение «Цомет» («Перекресток»), основными задачами которого стали: неделимость Земли Израиля, воспитание молодежи, создание благоприятных условий для алии, возвращение евреев на Землю Обетованную. Движение также требовало прямых выборов главы правительства и обязательного призыва в армию учащихся религиозных школ (йешив), это были первые шаги против религиозного засилья.
В выборах 1984 года движение «Цомет» проходило в общем списке с партией «Тхия» («Возрождение»), «Цомет» получил всего одно место в Кнессете. В 1987 году «Цомет» отделился от «Тхии», основной причиной стали не только личные, но и принципиальные разногласия между Рафаэлем Эйтаном и Геулой Коэн («Тхия»).
В 1988 году партия «Цомет» получила 2 места в Кнессете и в 1990 году вошла в правительство Ицхака Шамира. Рафаэль Эйтан стал министром сельского хозяйства, но уже в конце 1991 года «Цомет» вышла из правительства из-за разногласий по вопросу прямых выборов премьер-министра и участия Израиля в Мадридской конференции.
В 1992 году «Цомет» получила 8 мест в Кнессете, но в коалицию с правительством Ицхака Рабина не вошла — слишком разными были их политические взгляды. В 1993 году трое из членов «Цомет» обвинили Рафуля Эйтана в недемократическом руководстве, неверном, по их мнению, расходовании партийных средств, и вышли из партии, образовав независимую фракцию «Йеуд».
На выборах 1996 года «Цомет» участвовала в общем списке «Ликуд-Гешер-Цомет», и получила 5 мест в Кнессете, должности министра и заместителя министра просвещения. Рафаэль Эйтан стал министром сельского хозяйства и экологии и заместителем премьер-министра.
В декабре 1998 года Рафаэль Эйтан объявил о намерении выставить свою кандидатуру на пост главы правительства на выборах 1999 года, но не собрал нужного количества подписей (50 тысяч) и отказался от этого. На выборах партия «Цомет» тоже не прошла электоральный барьер, не набрав достаточного количества голосов.

## Личная жизнь
В январе 1952 года Эйтан женился на соседке по мошаву, медсестре Мириам, семья которой репатриировалась из Германии. Они были знакомы с детства.
У них родилось пятеро детей. Двое сыновей: Йоханан умер в возрасте десяти лет от приступа астмы, Йорам — военный лётчик, погиб в 1981 году во время аварии его самолёта. Три дочери: Рут, Галия и Нурит.
В 1996 году Рафуль развёлся с Мириам и женился на Офре Меерсон.

## Смерть
После 37 лет службы в армии и 15 лет в кабинетах Кнессета Рафуль не мог просто сидеть дома на пенсии. В январе 2002 года в возрасте 73-х лет он принял предложенную ему работу и стал руководителем строительства нового волнореза порта «Ювель» («Юбилейный») в городе Ашдоде.
Рано утром 23 ноября 2004 года, как и всегда, Рафуль приехал на волнорез, чтобы проверить, как продвигается строительство. На море была буря. Когда он не ответил на звонки по мобильному телефону, был немедленно объявлен поиск, и через три часа спасатели нашли в воде тело Рафуля.
Со всеми военными почестями он был похоронен в мошаве Тель-Адашим. В похоронах принимали участие премьер-министр Израиля Ариэль Шарон, бывшие главы правительств Шимон Перес, Биньямин Нетаньяху и Эхуд Барак, министр обороны Шауль Мофаз, родственники и близкие друзья покойного.